# Grażyna Kręczkowska
Grażyna Kręczkowska (ur. 19 marca 1965 w Elblągu) – polska malarka, rysownik, profesor Akademii Sztuk Pięknych w Gdańsku.

## Życiorys
Od 1984 r. studiowała na Wydziale Malarstwa w Państwowej Wyższej Szkoły Sztuk Plastycznych w Gdańsku. W 1990 r., w pracowni prof. Hugona Laseckiego obroniła dyplom z malarstwa (nagrodzony stypendium Ministra Kultury i Sztuki). Od 1993 r. pracuje w ASP w Gdańsku, początkowo na stanowisku asystenta (od 2001 r. na stanowisku adiunkta) w Wydziale Architektury i Wzornictwa, od 2008 r. w Międzywydziałowym Instytucie Nauk o Sztuce, od 2018 r. na Wydziale Grafiki. W 2011 r. uzyskała stopień doktora habilitowanego. Od 2018 r. jest profesorem ASP w Gdańsku.

## Ważniejsze wystawy
- 1988 Alka's art societe. Kopenhaga (Dania) - wystawa indywidualna
- 1988 Muzeum miniatury, Holstebro (Dania)
- 1991 Galeria KMPiK Gdańsk - wystawa indywidualna
- 1991 Wystawa przyjaciół, Galeria Arche, Gdańsk
- 1991 Malarstwo młodych. Promocje 90, BWA, Legnica
- 1991 Micro Art 91, Galeria Art. Warszawa
- 1992 W Teatrze, Teatr Wybrzeże
- 1992 Dyplom 1990/91, BWA, Sopot - nagroda Ministra Kultury i Sztuki
- 1993 I Triennale Polskiego Rysunku Współczesnego, Lubaczów
- 1993 Galeria Grażyny Kulczyk, Poznań - wystawa indywidualna
- 1993 Detergenty, Galeria 78, Gdynia
- 1994 Pałac Opatów, Galeria Promocyjna, Gdańsk Oliwa - wystawa indywidualna
- 1994 Obraz inflacji? Inflacja obrazu?, Lębork
- 1996 Galeria A, Starogard Gdański - wystawa indywidualna jubileuszowa wystawa pracowników ASP (50-lecie uczelni)
- 1996 Perron-Kunstpreis der Stadt Frankenthal, (Niemcy) - pokonkursowa wystawa malarstwa
- 1996 Arte femenino, Norderstedt (Niemcy)
- 1996 Begegnungen mit Danzigerkunstlern, Hamburg (Niemcy)
- 1996 33+3, Pałac Opatów, Gdańsk Oliwa
- 1997 Artyści z ASP w Gdańsku, Tczew, Ostrołęka
- 1998 Wystawa rysunków pracowników ASP, Galeria Nowa Oficyna, Gdańsk
- 1998 Klein ist schon, Berlin (Niemcy)
- 1998 Englisch-Polnischer Dialog Zwischen Poesie & Malerei, Glasgow (Anglia), Norderstedt (Niemcy), Opera Bałtycka w Gdańsku
- 1998 Galeria Punkt GTPS, Gdańsk - wystawa indywidualna
- 1999 Czarne na białym, Muzeum Narodowe Galeria Promocyjna, Gdańsk Oliwa
- 1999 III Triennale Polskiego Rysunku Współczesnego, Lubaczów
- 1999 Zjawisko czasu-wystawa rysunku, Galeria Nowa Oficyna, Gdańsk
- 1999 Cztery i cztery, Gdynia
- 1999 Silvia Rerum, Galeria Portal, Gdańsk
- 1999 Galeria Nowa Oficyna, Gdańsk, wystawa rysunku - wystawa indywidualna
- 2000 Oliwa bliżej Gdańska, Gdańsk bliżej sztuki, Dworek - Galeria Artystycznej Inicjatywy, Gdańsk[3]
- 2000 Galerie Kass, Innsbruck (Austria)
- 2002 Wizja lokalna. Pokolenia, Stocznia Gdańska, Gdańsk[4]
- 2002 Artyści z Gdańska, Galeria „A”, Starogard Gdański[5]
- 2010 Pomiędzy, Galeria Pionova, Gdańsk[6]

- 2018 W-gallery, GAK Dworek Artura, Gdańsk[7]

## Nagrody
- Nagroda Prezydenta Miasta Gdańska w Dziedzinie Kultury z okazji 30-lecia pracy twórczej (2023)[8]